# Mazenzele
Mazenzele (plaatselijke uitspraak: Mauzel) is een Vlaams dorp en deelgemeente van Opwijk in de Belgische provincie Vlaams-Brabant en het arrondissement Halle-Vilvoorde, kanton Asse. Mazenzele was een zelfstandige gemeente tot aan de gemeentelijke herindeling van 1977.

## Geschiedenis
Als dorpsnaam gaat Mazenzele terug tot de Frankische periode, als de nederzetting, de 'villa' of het hof van een Frankische stamvader. De oudste kern, mogelijk daterend uit de 4e - 5e eeuw, is het oorspronkelijke villacomplex met de typische grote open Dorpsdries, waarrond een gebouwenconcentratie. De tweede kern rond de kerk is van iets latere datum. Mazenzele ontwikkelde zich langsheen de weg Asse-Dendermonde (eind 18e eeuw, nu gewestweg N47) grotendeels tot een straatdorp. Dit was vroeger niet het geval vermits het dorp gesitueerd was rond de kerk (die op ca. 350 m van de heerweg Brussel-Dendermonde lag), de aloude Dries en de Romeinse Heerbaan.
Parochiaal is Mazenzele ongetwijfeld een afhankelijkheid van de moederparochie Asse geweest, waarvan mag aangenomen worden dat ze er rond 1300 is van los gekomen. Voor 1595 was Mazenzele als parochie afhankelijk van het oude bisdom Kamerijk, het aartsdiakonaat Brussel en de dekenij Brussel (zie 'De Moreau').
Mazenzele behoorde vroeger tot de Brabantgouw of Pagus Bracbantensis. Tijdens het ancien régime (tot 1794) behoorde Mazenzele (samen met Asse, Baardegem, Essene, Hekelgem, Meldert, Mollem en gedeeltelijk Bollebeek) tot het land en de heerlijkheid Asse (in het hertogdom Brabant). Onder het Franse bewind ging Mazenzele (zoals ook Opwijk) op in het kanton of administration municipale Merchtem en verloor tot 1800 zijn zelfstandigheid. Van 1800 tot eind 1976 was Mazenzele een zelfstandige gemeente. Als klein landelijk dorp van slechts 229 ha en 1055 inwoners werd het bij de fusie van Belgische gemeenten in 1977 bij de noordelijke aangrenzende gemeente Opwijk gevoegd.
De oude parochiekerk op het kerkplein werd toegewijd aan Sint-Petrus'-Banden oftewel Sint-Pieters-Banden. Het patronaat van de kerk behoorde vroeger toe aan de nabijgelegen benedictijnenabdij van Affligem. Deze abdij, en de abdij van Cisterciënzers Ten Roosen (Aalst) waren belangrijke grondbezitters van het oude Mazenzele. Vroeger was Mazenzele gekend als het 'witte dorp', die naam dankte het aan de vele kerselaars (type: Brabander). Vele oude kersenboomgaarden verdwenen voor nieuwbouw. Recent werd door het landschapsproject 'Erembald-Kravaal' een project opgezet om de kersenboomgaarden opnieuw hun plaats in het landschap terug te geven.

## Geografie
Mazenzele ligt in het noordwesten van de provincie Vlaams-Brabant, op ca. 20 km van Brussel en Mechelen en op ca. 13 km van Aalst en Dendermonde. Mazenzele bevindt zich in een overgangs- of gemengde zone aan de noordrand van het Pajottenland en de zuidrand van Klein-Brabant.

## Bezienswaardigheden
- De Sint-Pieterskerk: De kerk, daterend uit de 13e eeuw, misschien vroeger, is gedeeltelijk het oudste bestaande bouwwerk van de gemeente Opwijk. Een groot deel werd vervaardigd met zandsteen uit het nabijgelegen Kravaalbos. Ze werd door het ministerieel besluit van 16 november 1997 definitief als monument beschermd. In de Eerste Wereldoorlog werd een gedeelte van de kerk (waaronder de toren) door de Duitsers opgeblazen. In de toren hangt de zogenaamde Thiendeklok 'Maria' al sinds 1639. Ze werd gegoten door J. Brouchart. Het pittoreske kerkje werd onlangs aan de buitenzijde gerestaureerd. Tijdens de restauratiewerken voert men ook een archeologisch onderzoek en komt het 19e-eeuwse Anneessensorgel van de kerk in Nijverseel opnieuw naar de parochiekerk van Mazenzele. In 1967 werd het ommuurde kerkhof verwijderd en werd er een nieuw kerkhof aangelegd langsheen de Kouterbaan.
- De Mazenzeledries: 1 ha 32 are 30 ca groot, is reeds sinds eeuwen eigendom van de Sint-Pietersgilde, wat een unicum is in België. 28 leden van de Sint-Pietersgilde zijn eigenaar. De schuttersgilde houdt er nog steeds haar schietingen. De dorpsdries lag voor het oorspronkelijk Frankisch hof aan de beek. De Mazeldries (het plein beneden) werd, wegens zijn historische en volkskundige waarde, als monument beschermd met volgende woorden: "de dries van Mazenzele is een zeer goed bewaarde dries. Naar jaarlijkse traditie wordt op Pinksteren de koningsschieting gehouden.
- De Mazenzeelkouter ligt ten noorden van de Dries nabij het Frankische hof op het Borrewater. Dit is waarschijnlijk de primitieve dorpskouter en het oudste akkerland van het dorp, dat ontgonnen werd in verschillende opeenvolgende fasen van zuid naar noord. De kouter is duidelijk onderverdeeld in drie delen, van elkaar gescheiden door twee kouterwegen. De Molenkouter (als deel van de Mazenzeelkouter), werd als dorpsgezicht beschermd, wegens zijn historische waarde.
- De Molen van der Straeten: De stenen molen van 't Dorp of ,Van Straetensmolen, in de Kouterbaan, is vermoedelijk de vijfde die op de Mazelkouter gebouwd werd. De Koutermolen was oorspronkelijk een stenen korenmolen, van het type grondzeiler. De (verlaagde) romp en een aantal bijgebouwen bestaan nu nog. Wegens zijn historische en industrieel-archeologische waarde is ook de molen beschermd als monument.
- Het Oud Gemeentehuis werd gebouwd in 1869 aan de kasseiweg tussen Dendermonde en Asse (Vlaams-Brabant) (de huidige N47). Achter het gemeentehuis bevond zich de jongensschool. Tot de fusie met Opwijk bleef het gebouw dienstdoen als meentehuis en bibliotheek. De bibliotheek bleef en achteraan werd een deel bijgebouwd, dat werd de Sint-Pieterszaal. Ook het archief van Mazenzele en Opwijk bevond zich een tijd in het pand. Helemaal bovenaan was er ook de gildekamer van de Sint-Pietersgilde. Het oude gemeentehuis was ook lange tijd het derde administratieve centrum van de gemeente Opwijk. Het Oud Gemeentehuis werd intussen door de gemeente verkocht aan een particulier die er een bedrijfsruimte . De lokalen voor de jeugdbeweging en de Gilde werden herbestemd vlak bij de kerk van Mazenzele.
- Het Kersenkunstwerk staat aan de Kouterbaan. Het is een kunstwerk van inwoner Daniël Junius. Het refereert samen met 2 aangeplante kersenbomen aan het verleden van Mazenzele als kersendorp. Door de Landelijke Gilde werd ook een 'kersenwandeling' in het leven geroepen.

## Natuur en landschap
De bodem van Mazenzele bestaat uit zand en leem. Het landschap is heuvelachtig en de hoogte varieert van 35-70 meter.  
Het Kravaalbos is een belangrijk natuurgebied met een merkwaardige fauna en flora. Dit zeer oud en uitgestrekt bosgebied heeft door de eeuwen heen steeds een erg grote rol gespeeld in de cultuurhistorische, economische, sociale en ecologische geschiedenis van deze streek. Het bos is deels gelegen op het grondgebied van Mazenzele, Asse en Meldert. Het Kravaalbos en zijn omgeving werden beschermd als landschap.

## Demografische ontwikkeling
- Bronnen:NIS, Opm:1831 tot en met 1970=volkstellingen; 1976 = inwoneraantal op 31 december

## Cultuur

### (Bij)namen
In de volksmond en in de regio wordt Mazenzele, Mazel of Mauzel genoemd.
De inwoners noemt men Mazelaars.

### Toneel
- Het Mazels Toneel

### Evenementen
- Met 'Sinksen' (Pinksteren) is er het traditionele en eeuwenoude koningsschieten door de Sint-Pietersgilde op den Dries.
- Begin juni is er op zondag op en rond het dorp een drukbezochte en grote rommelmarkt met tal van randactiviteiten.
- In het eerste weekend van augustus (feest van patroonheilige Petrus) is er kermis (Mazel kermis) en op maandag een jaarmarkt met tal van activiteiten.
- Iets voor Kerstmis is er een kerststallentocht langs opgestelde kerststallen in het Dorp.

### Verenigingen
- Jeugdwerking 12+ Mazenzele (jeugdwerking voor jongens en meisjes van 6 tot 18 jaar)
- Jong Gilde Mazenzele
- Davidsfonds afdeling Mazenzele
- Landelijke Gilden Opwijk-Mazenzele
- KVLV Mazenzele
- Ziekenzorg
- Heemkring Opwijk-Mazenzele (vereniging voor heemkunde, historiek en erfgoedzorg)
- Okra

## Sport
- Koninklijke Sint-Pietersgilde (neemt deel aan tal van optochten en schietingen en tevens een van de oudste Gildes van het land)
- KVCE Mazenzele (voetbalploeg; actief in 3e Provinciale E Vlaams-Brabant)
- Wielerclub 'De Sportvrienden' (organiserend komiteit van wielerwedstrijden)
- Zaalvoetbalclub 'De Wijkvrienden' (35 jaar actief; speelt in de 3e Nationale van het zaalvoetbal)
- Zaalvoetbalclub Jonge Wolven Mazenzele (opgericht in 2006, speelt in 2de provinciale, sinds 2011 heet de club Wolven Opwijk)

## Foto's

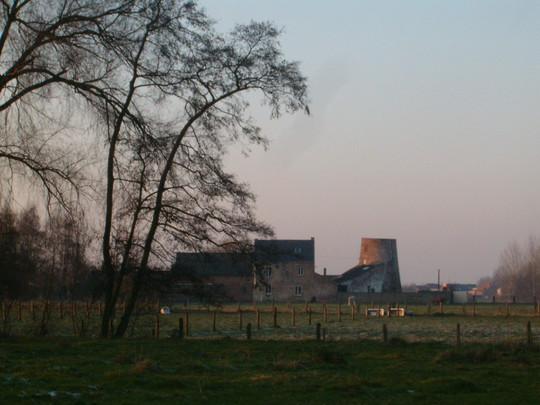
De Van der Straetensmolen in de Mazelkouter
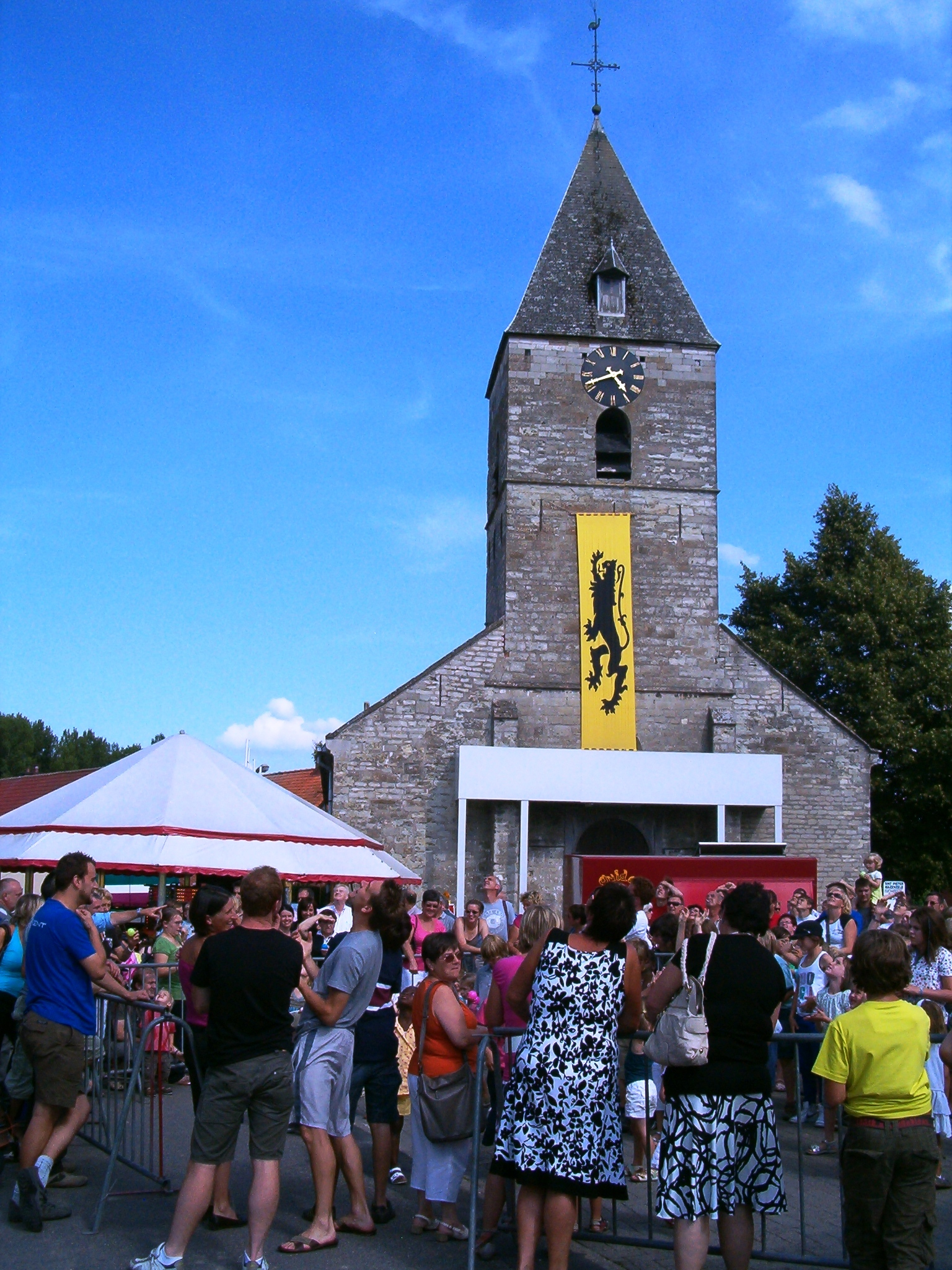
Een sfeerbeeld van Mazel kermis

## Nabijgelegen kernen
Krokegem, Asse, Asse-ter-Heide, Meldert, Droeshout, Baardegem, Nijverseel